# Artigue
Artigue è un comune francese di 39 abitanti nel dipartimento dell'Alta Garonna, regione dell'Occitania.

## Società

### Evoluzione demografica
Abitanti censiti